# Natalka Sniadanko
Natalka Volodymyrivna Sniadanko (en ucraniano: Наталка Володимирівна Сняданко; Leópolis, 20 de mayo de 1973) es una escritora, periodista y traductora ucraniana. Ganó el Premio Literario Joseph Conrad Korzeniowski en 2011.

## Biografía
Natalka Sniadanko nació en Leópolis, Ucrania. Estudió lengua y literatura ucranianas en la Universidad de Leópolis y estudios eslavos y renacentistas en la Universidad de Friburgo. Cocreó un grupo literario exclusivamente femenino llamado ММЮННА ТУГА junto con Marianna Kiyanovska, Mariana Savka y otras.
Su primera novela, Colección de pasiones (Колекція пристрастей), se publicó en 2001. Ha escrito siete novelas. Su novela Frau Müller no quiere pagar más fue nominada al Libro del Año de la BBC Ucrania. Las obras de Sniadanko han sido traducidas a once idiomas.
También ha realizado traducciones de novelas y obras de teatro del alemán y del polaco al ucraniano.
Como periodista, su trabajo ha aparecido en el Süddeutsche Zeitung y traducido en The New York Times, The Guardian, The New Republic y The Brooklyn Rail. En The New Republic, Sniadanko escribió sobre el inicio del Euromaidán en Maidán.
Sniadanko apareció en el documental televisivo Mythos Galizien – Die Suche nach der ukrainischen Identität. En junio de 2020, Natalka Sniadanko fue incluida en la larga lista de premios literarios de Europa Central "Angelus" por el libro Frau Müller no quiere pagar más.

## Obra
- Колекція пристрастей (2001) (Colección de pasiones)
  - La colección Pasión, o las aventuras y desventuras de una joven ucraniana (2010), traducida por Jennifer Croft
- Сезонний позпродаж блондико (2005) (Venta de temporada de rubias)
- Синдром стерильності (2006) (Síndrome de esterilidad)
- Чебрець у молоці (2007) (Tomillo en leche)
- Комашина тарзанка (2009) (Pungee de insectos)
- Гербарій коханців (2011) (Herbario de los amantes)
- Фрау Мюллер не налаштована платити більше (2013) ( Frau Müller no desea pagar más )
- Охайні прописи ерцгерцога Вільгельма (2017) (Cuadernos de ejercicios ordinarios del archiduque Guillermo)
- Перше слідство імператриці (2021) (La primera investigación de la Emperatriz)